# Interpol ruft Berlin
Interpol ruft Berlin (Originaltitel: The Vicious Circle) ist ein britischer Kriminalfilm aus dem Jahr 1957. Er basiert auf einem 1956 von der BBC ausgestrahlten sechsteiligen Fernsehspiel, das ebenfalls von Francis Durbridge geschrieben wurde. Die Geschichte wurde später auch als Roman unter dem Titel My Friend Charles (deutsch: Charlie war mein Freund) verlegt.

## Handlung
Dr. Howard Latimer, ein berühmter Modearzt, soll für einen Freund eine Schauspielerin vom Flughafen abholen. Der Freund, Charlie Kaufmann, ist Filmproduzent und selbst verhindert. Die Schauspielerin Mrs. Veldon wird später in Latimers Wohnung ermordet aufgefunden. Scotland Yard ermittelt: Inspektor Dane scheint den Fall recht schnell gelöst zu haben, in seinen Augen gibt es auch nur einen möglichen Mörder: den Arzt Dr. Latimer. Dieser beteuert seine Unschuld, jedoch weisen im Laufe des Falls immer mehr Indizien darauf hin, dass er die Tat begangen hat. Er taucht immer mehr und mehr in einen Teufelskreis, aus dem er sich nicht mehr befreien kann. Es scheint ein Sumpf aus Verbrechen zu sein, in den er da geraten ist. Wer will ihn vernichten? Und warum soll ausgerechnet er als Mörder präsentiert werden? Hinter allem scheint ein groß organisierter Rauschgifthandel zu stehen, der von einem großen Unbekannten namens Hitton organisiert wird. Latimer versucht auf eigene Faust, diesen Mann zu finden, der eine der in den Fall verwickelten Personen zu sein scheint. Am Ende gelingt ihm dies, er wird rehabilitiert und der wahre Mörder Mrs. Veldons wird entlarvt.

## Kritiken
„Bis zum verblüffenden Schluß ein durchweg spannender Kriminalfilm.“

„Intensive Spannung in einem gutgespielten Reißer.“

## Sonstiges
Basiert auf dem Durbridge-Sechsteiler My Friend Charles, den die BBC zwischen dem 10. März 1956 und dem 14. April 1956 ausstrahlte. Durbridge selbst schrieb das Drehbuch zum Kinofilm von Gerald Thomas, mit dem er fortan sein ganzes Leben befreundet war.
Der 1963 in Großbritannien erschienene Roman ist unter dem Titel Mein Freund Charles im März 2024 in einer ungekürzten Neuübersetzung bei Williams & Whiting erschienen. Das Buch enthält auch ein langes Nachwort, in dem auch auf die Verfilmung The Vicous Circle eingegangen wird (Seite 233-268).

## DVD-Veröffentlichungen
Der Film erschien 2014 auf DVD bei Pidax Media Ltd.

## Belege
1. ↑  http://krimiserien.heimat.eu/durbridge/f-interpol-ruft-berlin.htm
2. ↑  Interpol ruft Berlin. In: Lexikon des internationalen Films. Filmdienst, abgerufen am 2. März 2017.
3. ↑  Francis Durbridge: Mein Freund Charles (My Friend Charles) - aus dem Englischen von Dr. Georg Pagitz, Williams & Whiting, Hurstpierpoint, 2024, 283 Seiten, ISBN 978-1915887665
4. ↑  Georg Pagitz: Nachwort in: Francis Durbridge: Mein Freund Charles, Williams & Whiting, Hurstpierpoint, 2024, Seiten 233-268, ISBN  978-1915887665